# 문중
문중(門中)은 시조가 같은 부계 혈연 집단으로, 성과 본이 같은 것이 특징이다. 종중(宗中)이라고도 하며, 일본의 동족(同族), 중국의 종족(宗族), 베트남의 동호(dòng họ) 등 동아시아 한자 문화권에서 공통적으로 나타난다.

우리 가족의 홍보